# Liste schweizerischer Schachspieler
Die Liste schweizerischer Schachspieler enthält Schachspieler, die für den Schweizerischen Schachbund spielberechtigt sind oder waren und mindestens eine der folgenden Bedingungen erfüllen:
- Träger einer der folgenden FIDE-Titel* Großmeister, Ehren-Großmeister, Internationaler Meister, Großmeisterin der Frauen, Ehren-Großmeisterin der Frauen, Internationale Meisterin der Frauen;
- Träger einer der folgenden ICCF-Titel: Großmeister, Verdienter Internationaler Meister, Internationaler Meister, Großmeisterin der Frauen, Internationale Meisterin der Frauen;
- Gewinn einer nationalen Einzelmeisterschaft.

## A
- Enrique Almada (* 1963), uruguayischer Landesmeister[1]
- Trudy André, Landesmeisterin
- Emiliano Aranovitch (* 1977), internationaler Meister[2]

## B
- Ulrich Bachmann, Landesmeister
- Martin Ballmann (* 1968), Internationaler Meister
- Fabian Bänziger (* 2002), Internationaler Meister
- Madeleine Batchinsky-Gaille (1922–2008), Landesmeisterin
- Claude Baumann (* 1953), Landesmeisterin
- Philippe Berclaz, Fernschachgrossmeister
- Edwin Bhend (1931–2025), Internationaler Meister, Landesmeister
- Max Blau (1918–1984), Internationaler Meister, Landesmeister
- Sebastian Bogner (* 1991), Grossmeister, Landesmeister[3]
- Andreas Brugger, Verdienter Internationaler Meister im Fernschach
- Lucas Brunner (* 1967), Grossmeister[4]
- Ralph Buss (* 1982), Internationaler Meister

## C
- Julien Carron (* 1985), Internationaler Meister
- Martin Christoffel (1922–2001), Internationaler Meister, Landesmeister
- Oscar Corrodi, Landesmeister
- Jean-Luc Costa (* 1965), Internationaler Meister

## D
- Miroslav Desancic (* 1948), Internationaler Meister[5]
- Alexandre Domont (* 1962), Internationaler Meister
- Andreas Duhm (1883–1975), Landesmeister
- Dietrich Duhm (1880–1954), Landesmeister
- Hans Duhm (1878–1946), Landesmeister

## E
- Jules Ehrat, Landesmeister
- Ernst Eichhorn (1946–2006), Fernschachgrossmeister
- Roland Ekström (* 1956), Internationaler Meister, Landesmeister[6]

## F
- Hans Fahrni (1874–1939), historischer Schachmeister
- Paul Fahrni, Landesmeister
- Maria Fässler, Landesmeisterin
- Branko Filipović (* 1957), Internationaler Meister[7]
- Hung Fioramonti (* 1966), Internationaler Meister
- Daniel Fischer (* 2003), Internationaler Meister
- K. Fischler, Landesmeisterin
- Robert Fontaine (* 1980), Grossmeister[8]
- Richard Forster (* 1975), Internationaler Meister
- Giancarlo Franzoni (* 1961), Internationaler Meister

## G
- Gabriel Gähwiler (* 1994), Internationaler Meister
- Joseph Gallagher (* 1964), Grossmeister[9]
- Viktor Gavrikov (1957–2016), Grossmeister[10]
- Lena Georgescu (* 1999), Internationale Meisterin der Frauen, Landesmeisterin
- Nico Georgiadis (* 1996), Grossmeister
- Richard Gerber (* 1965), Internationaler Meister
- Ernő Gereben (1907–1988), Internationaler Meister
- Fernand Gobet (* 1962), Internationaler Meister
- Gottardo Gottardi (* 1961), Fernschachgrossmeister
- Henry Grob (1904–1974), Internationaler Meister, Landesmeister
- Evi Grünenwald-Reimer (* 1964), Landesmeisterin
- Fritz Gygli (1896–1980), Landesmeister

## H
- Ghazal Hakimifard (* 1994), Grossmeisterin der Frauen[11]
- Carl Hamppe (1814–1876), historischer Meisterspieler
- Alfred Hänni, Landesmeister
- Gundula Heinatz (* 1969), Internationale Meisterin, Landesmeisterin[12]
- Moriz Henneberger (1878–1959), Landesmeister
- Walter Henneberger (1883–1969), historischer Meisterspieler, Landesmeister
- Sabina Hernandez Penna (* 1973), Internationale Meisterin[13]
- Michael Hochstrasser (* 1976), Internationaler Meister
- Sofija Hryslowa (* 2004), Internationale Meisterin der Frauen[14]
- Werner Hug (* 1952), Internationaler Meister, Jugendweltmeister
- Barbara Hund (* 1959), Grossmeisterin[15]
- Cécile Huser, Landesmeisterin
- Andreas Huss (* 1950), Internationaler Meister, Landesmeister

## I
- Christian Issler (* 1947), Fernschachgrossmeister

## J
- Florian Jenni (* 1980), Grossmeister, Landesmeister
- Hans Johner (1889–1975), historischer Meisterspieler, Landesmeister
- Paul Johner (1887–1938), historischer Meisterspieler, Landesmeister
- Egon Joppen (* 1926), historischer Meisterspieler

## K
- Hansjürg Känel (* 1952), Internationaler Meister, Landesmeister
- Nedeljko Kelecevic (* 1947), Internationaler Meister[16]
- Dieter Keller (* 1936), Internationaler Meister, Landesmeister
- Markus Klauser (* 1958), Internationaler Meister, Landesmeister
- Anne Knecht, Landesmeisterin
- Rolf Knobel (* 1963), Fernschachgrossmeister
- Viktor Kortschnoi (1931–2016), Grossmeister, Landesmeister[17]
- Alexandra Kostenjuk (* 1984), Grossmeister, Grossmeisterin der Frauen, Weltmeisterin der Frauen, Landesmeisterin[18]
- Kurt Krantz, Landesmeister
- Simon Kümin (* 1982), Internationaler Meister
- Karl Kunz, Landesmeister
- Josef Kupper (1932–2017), Internationaler Meister, Landesmeister
- Oliver Kurmann (* 1985), Internationaler Meister

## L

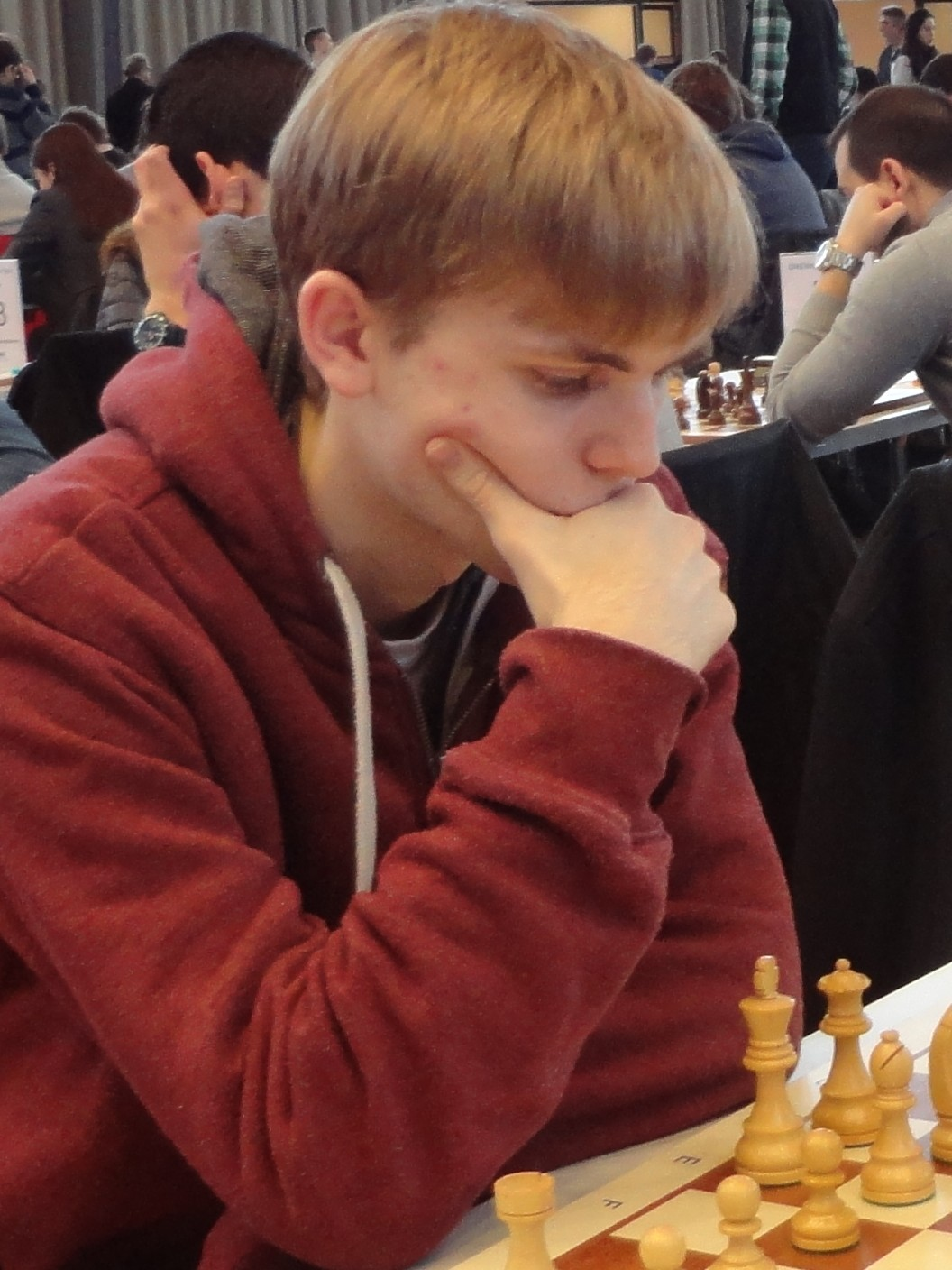
Jonas Lampert, 2016

- Mathilde Laeuger-Gasser, Landesmeisterin
- Jonas Lampert (* 1997), Grossmeister[19]
- Claude Landenbergue (* 1964), Internationaler Meister
- Tatjana Lematschko (1948–2020), Grossmeisterin, Landesmeisterin[20]
- Theres Leu, Landesmeisterin
- Paulin Lob, Landesmeister
- André Lombard (* 1950), Internationaler Meister, Landesmeister
- Roland Lötscher (* 1982), Internationaler Meister
- Myrta Ludwig (1928–2003), Landesmeisterin
- Elsa Lüssy, Landesmeisterin

## M
- Marcel Markus, Landesmeister
- Yaacov Mashian (* 1938), iranischer Meister[21]
- Eugen Meyer, Landesmeister
- Walter Michel (1888–?), Landesmeister
- Goran Milošević (* 1964), Internationaler Meister[22]
- Vadim Milov (* 1972), Grossmeister, Landesmeister[23]
- Olivier Moor (* 1976), Internationaler Meister
- Roger Moor (* 1976), Internationaler Meister
- Ernst Müller, Landesmeister
- Leonhard Müller (* 1967), aus der Schweiz stammender Landesmeister Namibias[24]
- Monika Müller-Seps (* 1986), Grossmeisterin der Frauen

## N
- Oskar Naegeli (1885–1959), historischer Meisterspieler, Landesmeister
- Anna Näpfer, Landesmeisterin
- Ivan Nemet (1943–2007), Grossmeister[25]
- Erwin Nievergelt (1929–2018), Meisterspieler

## P
- Enrico Paoli (1908–2005), Ehrengrossmeister, Internationaler Meister[26]
- Severin Papa (* 1985), Internationaler Meister
- Charles Partos (1936–2015), Internationaler Meister[27]
- Yannick Pelletier (* 1976), Grossmeister
- Peng Li Min (* 1997), Grossmeister[28]
- Raaphi Persitz (1934–2009), historischer Meister[29]
- Max Pestalozzi (1857–1925), Landesmeister
- Artur Popławski (1860–1918), Landesmeister
- Alex Popoff, Landesmeister

## R
- Erika Reust (* 1949), Landesmeisterin
- William Rivier, historischer Meister
- Monique Ruck-Petit (* 1942), Landesmeisterin[30]
- Matthias Rüfenacht (* 1956), Fernschachgrossmeister

## S
- Hermann Sack, Landesmeister
- Heinz Schaufelberger (1947–2020), Landesmeister
- Rolf Scherer, Fernschachgrossmeister
- Elisabeth Schild, Landesmeisterin
- Silvia Schladetzky, Landesmeisterin
- Shahanah Schmid (* 1976), Landesmeisterin
- Guillaume Sermier (* 1978), Internationaler Meister[31]
- Camille De Seroux (* 1993), Internationale Meisterin der Frauen
- Adolf Staehelin (1901–1965), Landesmeister
- Josef Steiner (1932–2003), Fernschachgrossmeister
- Laura Stoeri (* 1996), Landesmeisterin
- Alfred Stooss, Landesmeister
- Ernst Strehle, Landesmeister
- Noël Studer (* 1996), Grossmeister, Landesmeister

## T
- Anton Thaler (* 1959), Fernschachgrossmeister
- Catherine Thürig (* 1958), Landesmeisterin
- Serge Tordion, Landesmeister
- Bela Toth (* 1943), Internationaler Meister und Fernschachgrossmeister[32]
- Markus Trepp (1961–1994), Internationaler Meister

## V
- Vanda Veprek-Bilinski (* 1944), Landesmeisterin
- Clovis Vernay (* 1989), Grossmeister[33]
- Erwin Voellmy (1886–1951), historischer Meisterspieler, Landesmeister
- Alexandre Vuilleumier (* 1982), Internationaler Meister

## W
- Edgar Walther (1930–2013), Internationaler Meister im Fernschach
- Carla Wettstein (* 1946), Landesmeisterin
- Lina Wiget, Landesmeisterin
- Heinz Wirthensohn (* 1951), Internationaler Meister

## Z
- Rico Zenklusen (* 1981), Internationaler Meister
- Otto Zimmermann (1892–1979), Landesmeister
- Beat Züger (1961–2023), Internationaler Meister